# پلی جنووا
پلی جنووا (به انگلیسی: Poli Genova) (زاده ۱۰ فوریه ۱۹۸۷) خواننده بلغارستانی است.
او در مسابقه آواز یوروویژن ۲۰۱۱ نماینده بلغارستان بود.
او همچنین در مسابقه آواز یوروویژن ۲۰۱۶ نماینده بلغارستان بود و چهارم شد.